# 慕舆拔
慕舆拔（?—?），五胡十六国南燕慕容德的尚书左仆射。
后燕永康三年（398年）正月，慕容德自称为燕王，改号燕王元年，把原来范阳王府制改行帝制，设置了文武百官，建立了南燕政权。慕容德命赵王慕容麟为司空、领尚书令，慕容法为中军将军，慕舆拔为左仆射，丁通为右仆射。燕王三年（400年）慕容德在广固即皇帝位。实行大赦，改年号为建平，把自己的名字改为慕容备德。追谥前燕末主慕容暐为幽皇帝，任命北地王慕容钟为司徒，慕舆拔为司空，封孚为左仆射，慕舆护为右仆射。